# Château de Durfort
Le château de Durfort est l'un des châteaux cathares de l'Aude, situé près de Vignevieille.

## Emplacement géographique
Le château de Durfort est situé dans le département de l'Aude et la région Occitanie, à 27 km à l'est de Limoux et à 3 km au nord du château de Termes. Il fut érigé sur un piton rocheux qui surplombe la vallée de l'Orbieu.

## Historique

### Fondation
Il ne reste pas de trace écrite sur la construction initiale de ce fort. Aux environs de l'an mil en France, les habitats fortifiés évoluent de simples tours en bois cernées de palissades (motte castrale), vers des structures plus résistantes en maçonnerie (château fort).
Durfort est érigé sur une masse rocheuse surplombant les gorges de l'Orbieu, offrant un bon point de vue sur la vallée. Les premiers forts médiévaux furent d'abord des positions de guet, logements de petites garnisons de seigneurs locaux, assurant le contrôle de vallées agricoles et des voies de commerce sur lesquels ils prélevaient des droits de passage. Durfort est situé sur un pic, entouré sur trois côtés par une boucle de la rivière Orbieu, ce qui en fait une bonne position défensive.
Les premières traces écrites mentionnant le fort de Durfort datent du XIe siècle. En 1093, il en est fait mention dans une transaction entre le fils du seigneur de Durfort, Bertrand, et l'abbaye de Lagrasse. En 1124, Guillaume et Raymond, seigneurs de Durfort, rendent hommage au vicomte Bernard Aton de Carcassonne, et en 1163, le seigneur de Terme rend hommage au vicomte Raymond de Trencavel, pour le château de Durfort.

### Un habitat fortifié enPays Cathare
Les « châteaux cathares » sont une dénomination récente issue du tourisme contemporain. Ce terme désigne de façon arbitraire les forteresses bâties au XIIIe siècle par le roi de France après la croisade contre les Albigeois. Dans le cas de Durfort, l'habitat villageois de type castral est même antérieur à l'hérésie cathare. Néanmoins, les ruines qui subsistent aujourd'hui sont plus récentes.
La doctrine cathare aurait pris naissance en Bulgarie à la fin du Xe siècle. Des communautés cathares s'étendent en Europe vers l'an mil. Le catharisme prit plusieurs formes ayant un tronc commun, et gagna le Midi au XIIe s. Albi étant l'un des centres d'implantation les plus durables, le terme d'Albigeois désigne dans ce contexte les cathares. Au milieu du XIIe siècle (1167) les Églises cathares sont au nombre de cinq : Albi, Toulouse, Carcassonne, Agen (Aragnensis) et Epernon en France. C'est seulement au XIIIe siècle, en 1226, que l'évêché de Razès, la région de Limoux, est créé.
Face à l'extension de la contestation de l'Église catholique romaine et de la prédominance du pape, l'Église romaine répond par la prédication et l'excommunication pour hérésie. L'échec de cette tentative conduit le pape Innocent III    à lancer en 1209 contre les "Albigeois", la première croisade à se dérouler sur le territoire de la chrétienté occidentale.
En 1209, le seigneur de Durfort se range du côté des cathares par son alliance avec Olivier de Termes (voir Château de Termes). Simon IV de Montfort prend le commandement de la croisade contre les Albigeois et mène campagne dans la région. En 1215, le château de Durfort devient la propriété d'Alain de Roucy, l'un de ses lieutenants.
La population de la région reste néanmoins cathare de cœur, et lorsque la région redevient tranquille, le mouvement cathare se reforme. En 1225, le village de Pieusse tout proche accueille un concile cathare dont le but est de réorganiser la communauté cathare du Razès. Benoît de Termes en devient le chef spirituel. En 1226 commence la « guerre de Limoux » au cours de laquelle s'affrontent cathares et troupes royales de Louis VIII.
Le pouvoir royal affermit sa conquête sur cette région en édifiant ou en aménageant cinq grandes forteresses et un réseau de petits forts de guet. Le château de Durfort s'inscrit dans ce système défensif, visant à protéger les nouvelles frontières du royaume de France. Distante de 3 km, la forteresse toute proche de Termes est remaniée en 1229 pour devenir un château royal hébergeant une garnison.
En 1241, Olivier de Termes se soumet à Louis IX, et récupère ainsi une partie de ses terres et châteaux dont Durfort. Il semble qu'il le donne aux anciens seigneurs de Durfort. En 1243, Hugues de Durfort prête serment de fidélité au roi, et participe l'année suivante au côté des croisés au siège de Montségur.
En 1256, Gaucelin de Durfort se ligue avec d'autres seigneurs contre l'autorité du roi de France et perd ainsi ses droits sur son domaine, mais les récupère quelques mois plus tard, après un hommage au Roi.

### DuXVIIesiècleà nos jours
En 1659, Louis XIV signe le traité des Pyrénées avec le royaume d'Espagne, scellé par son mariage avec l'infante Marie Thérèse. Ce traité modifie les frontières en donnant le Roussillon à la France. La frontière recule sur la ligne de crêtes des Pyrénées et les différentes forteresses de la région perdent leur importance stratégique. Le château de Durfort est donc remanié pour en améliorer le confort.
Au XVIIIe siècle, le château semble abandonné, mais son isolement permet de préserver ses ruines. Aujourd'hui, le château est une propriété privée. Le château n'étant pas consolidé, le risque de chute de pierres est élevé.

## Le château aujourd'hui

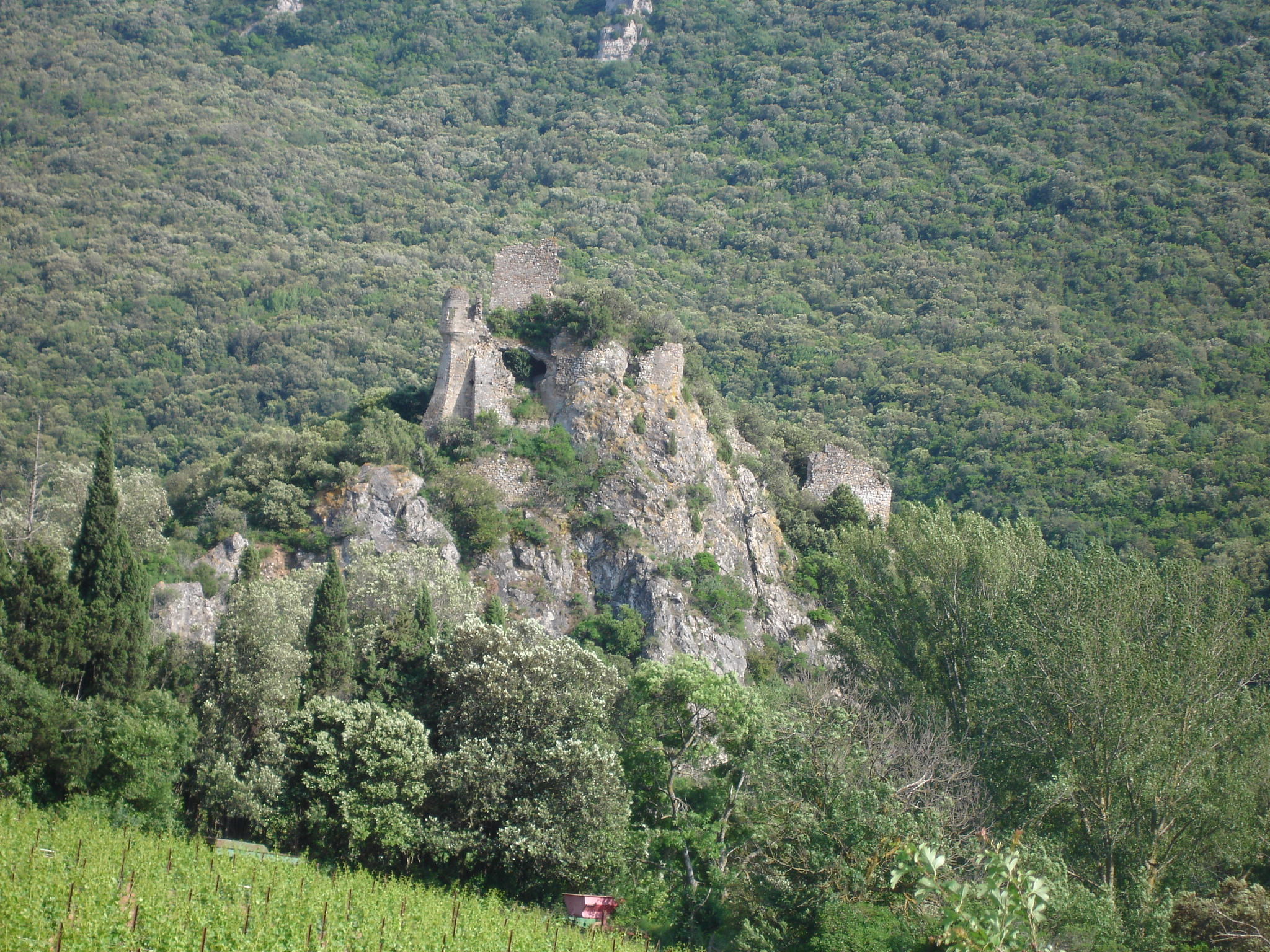
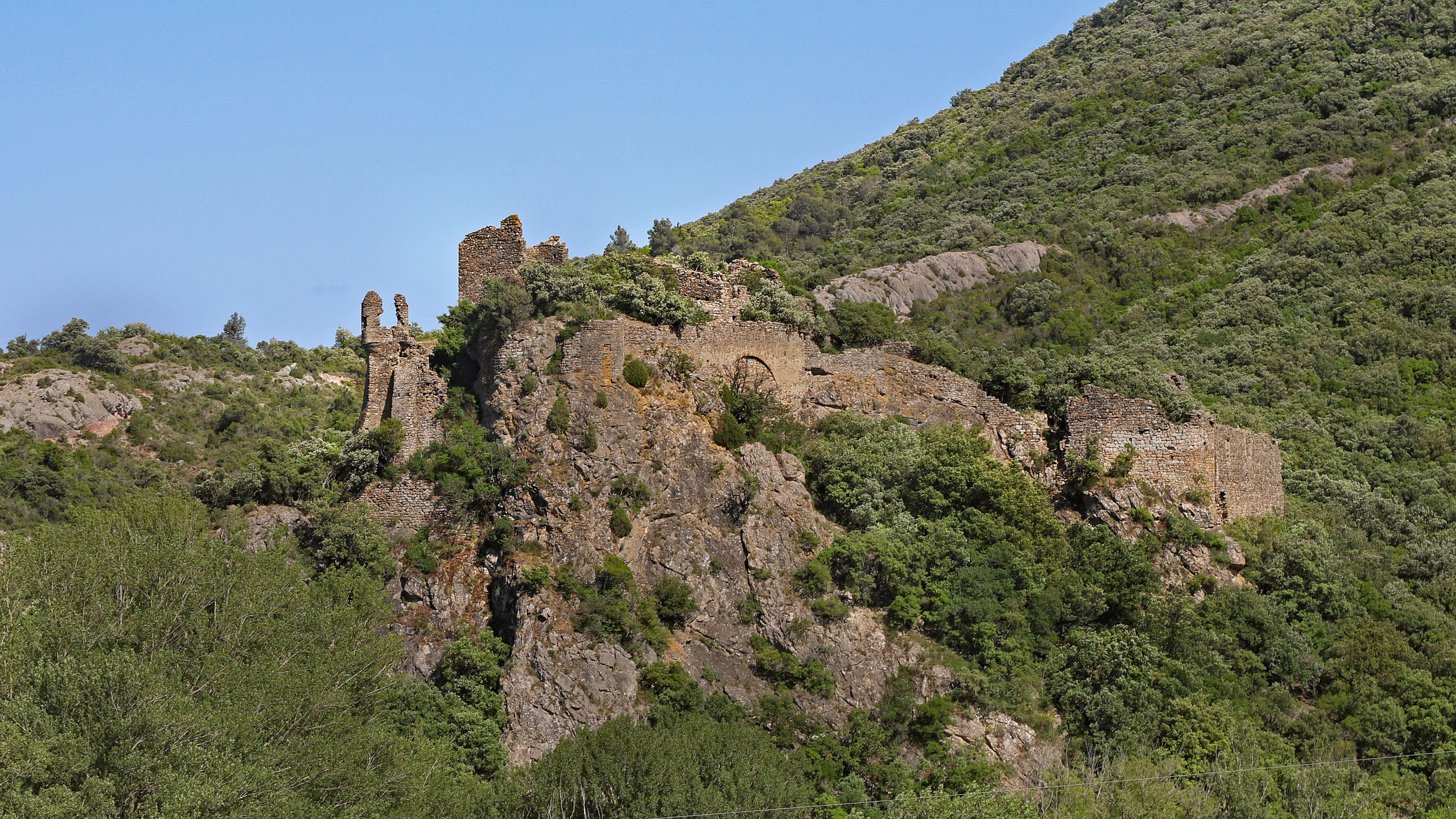
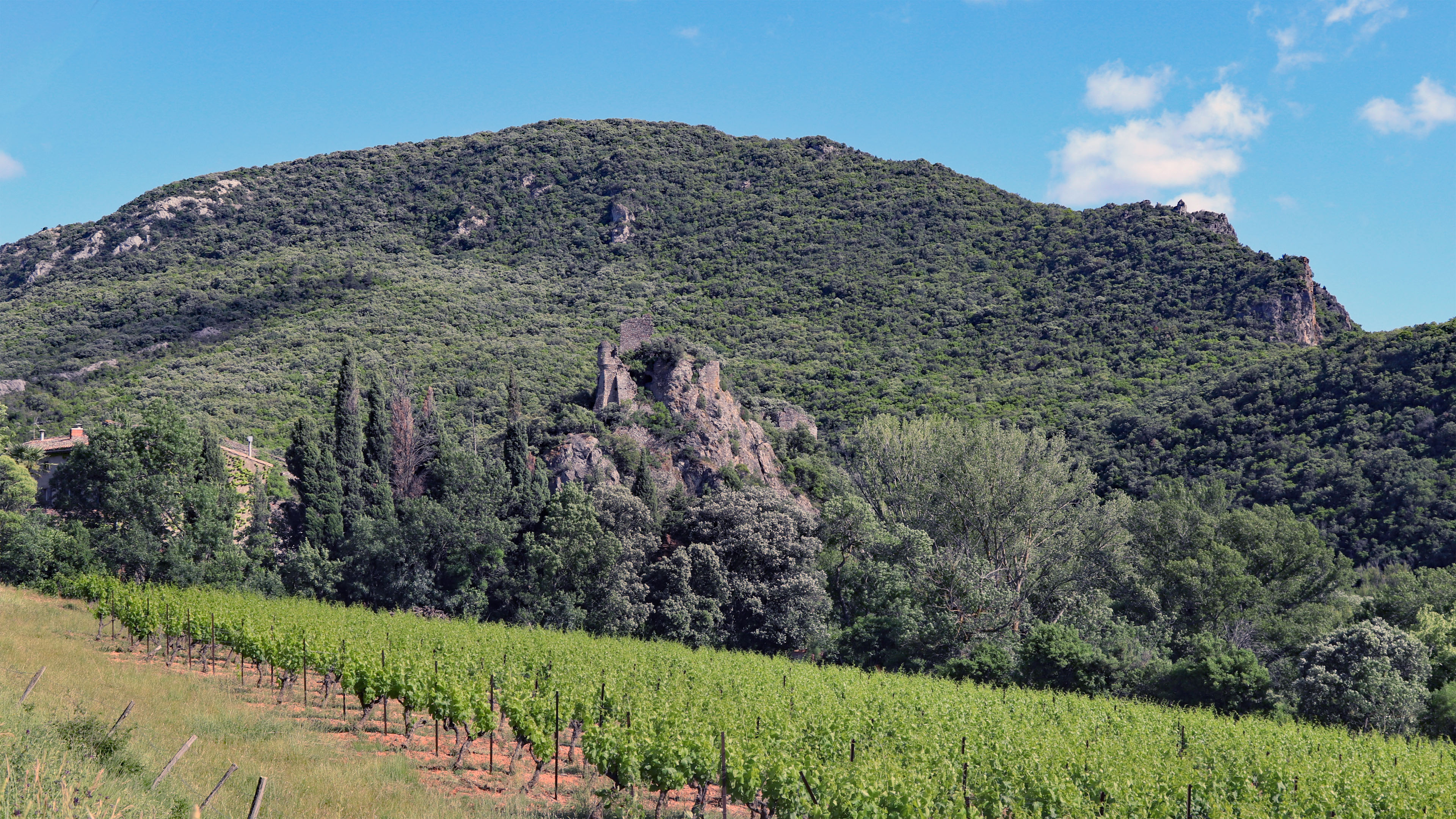
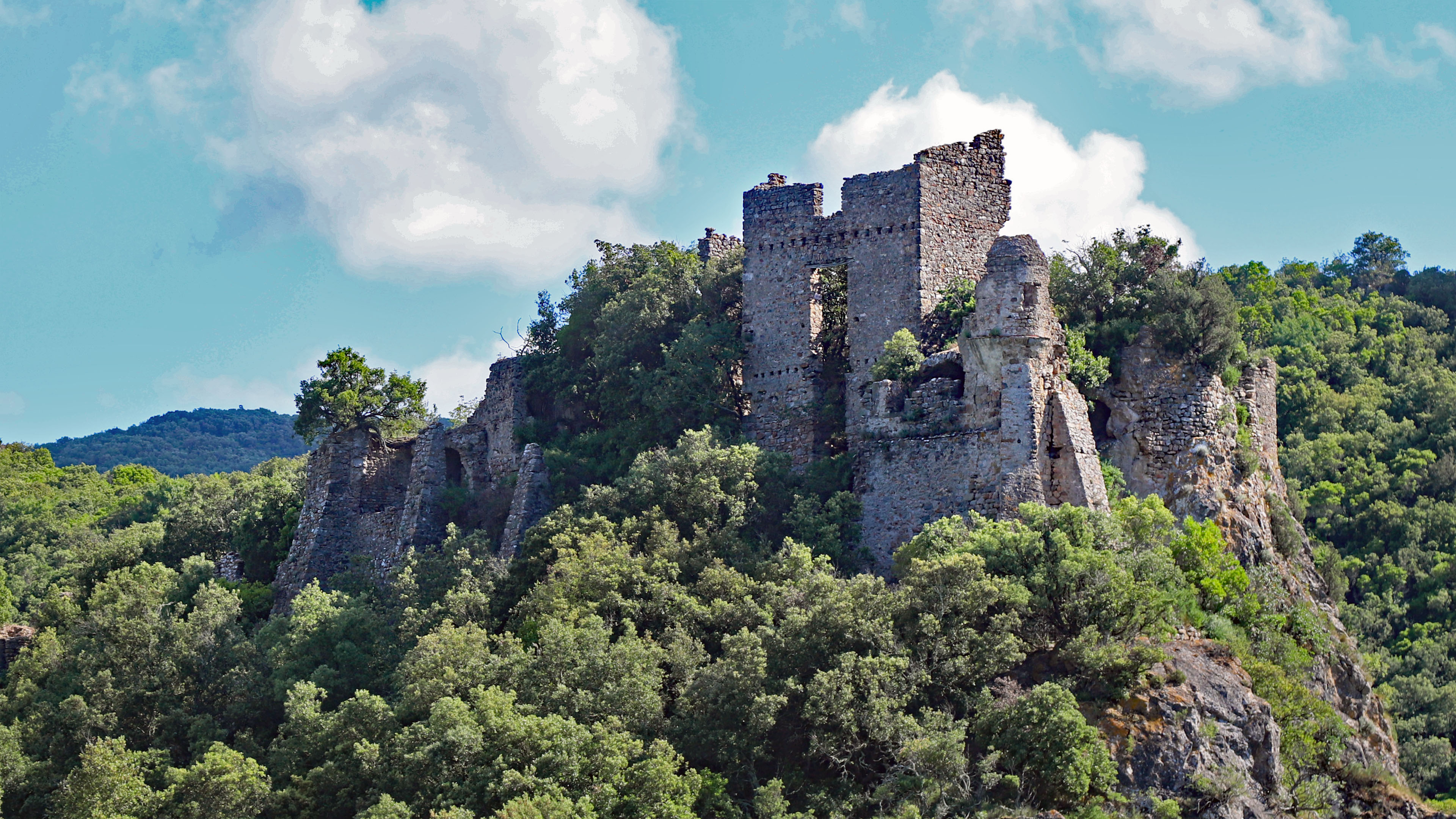
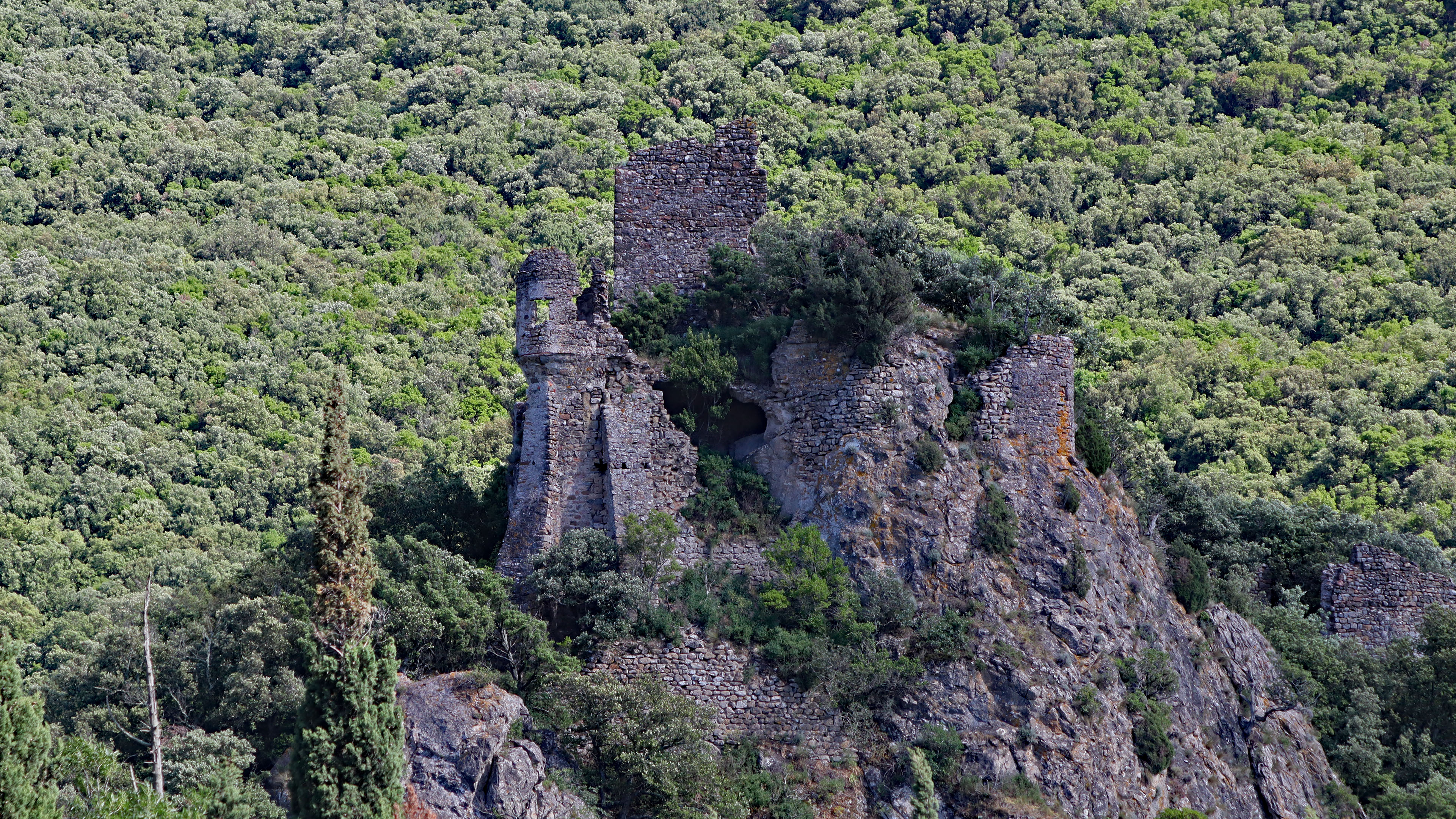

Les ruines actuelles sont celles d'un habitat fortifié, comprenant une chapelle, des logis à fenêtres rectangulaires et une tour. De hauts murs épais, des caves et puits, des salles voûtées de bâtiments carrés, des tourelles d'angle, des échauguettes et une tour maîtresse sont encore visibles.
Les ruines du château sont inscrites au titre des sites naturels depuis 1943.